# Лехувек
Лехувек (пол. Lechówek) — село в Польщі, у гміні Лаґув Келецького повіту Свентокшиського воєводства.
Населення — 377 осіб (2011).
У 1975-1998 роках село належало до Келецького воєводства.

## Демографія
Демографічна структура на день 31 березня 2011 року:
|          | Загалом | Допрацездатний вік | Працездатний вік | Постпрацездатний вік |
| -------- | ------- | ------------------ | ---------------- | -------------------- |
| Чоловіки | 198     | 55                 | 136              | 7                    |
| Жінки    | 179     | 47                 | 104              | 28                   |
| Разом    | 377     | 102                | 240              | 35                   |